# Megaselia disiuncta
Megaselia disiuncta är en tvåvingeart som beskrevs av Borgmeier 1958. Megaselia disiuncta ingår i släktet Megaselia och familjen puckelflugor. Inga underarter finns listade i Catalogue of Life.